# Volfango Guglielmo del Palatinato-Neuburg
Volfango Guglielmo (Neuburg an der Donau, 4 novembre 1578 – Düsseldorf, 20 marzo 1653) fu conte palatino, duca del Palatinato-Neuburg.

## Biografia
I suoi genitori furono il conte palatino Filippo Luigi del Palatinato-Neuburg e Anna di Jülich-Kleve-Berg, figlia del duca Guglielmo di Jülich-Kleve-Berg. Fu il vincitore della guerra di successione per i ducati di Jülich e di Cleves (1609-1614) e divenne quindi il primo reggente effettivo del Palatinato-Neuburg e duca di Jülich e di Berg. Nel 1615, venne nominato Cavaliere dell'ordine del Toson d'oro. Poiché si era convertito al cattolicesimo e praticò una politica di stretta neutralità durante la Guerra dei trent'anni, i suoi domini scamparono alle distruzioni provocate dal conflitto.
Spostò la sua residenza a Düsseldorf nel 1636.

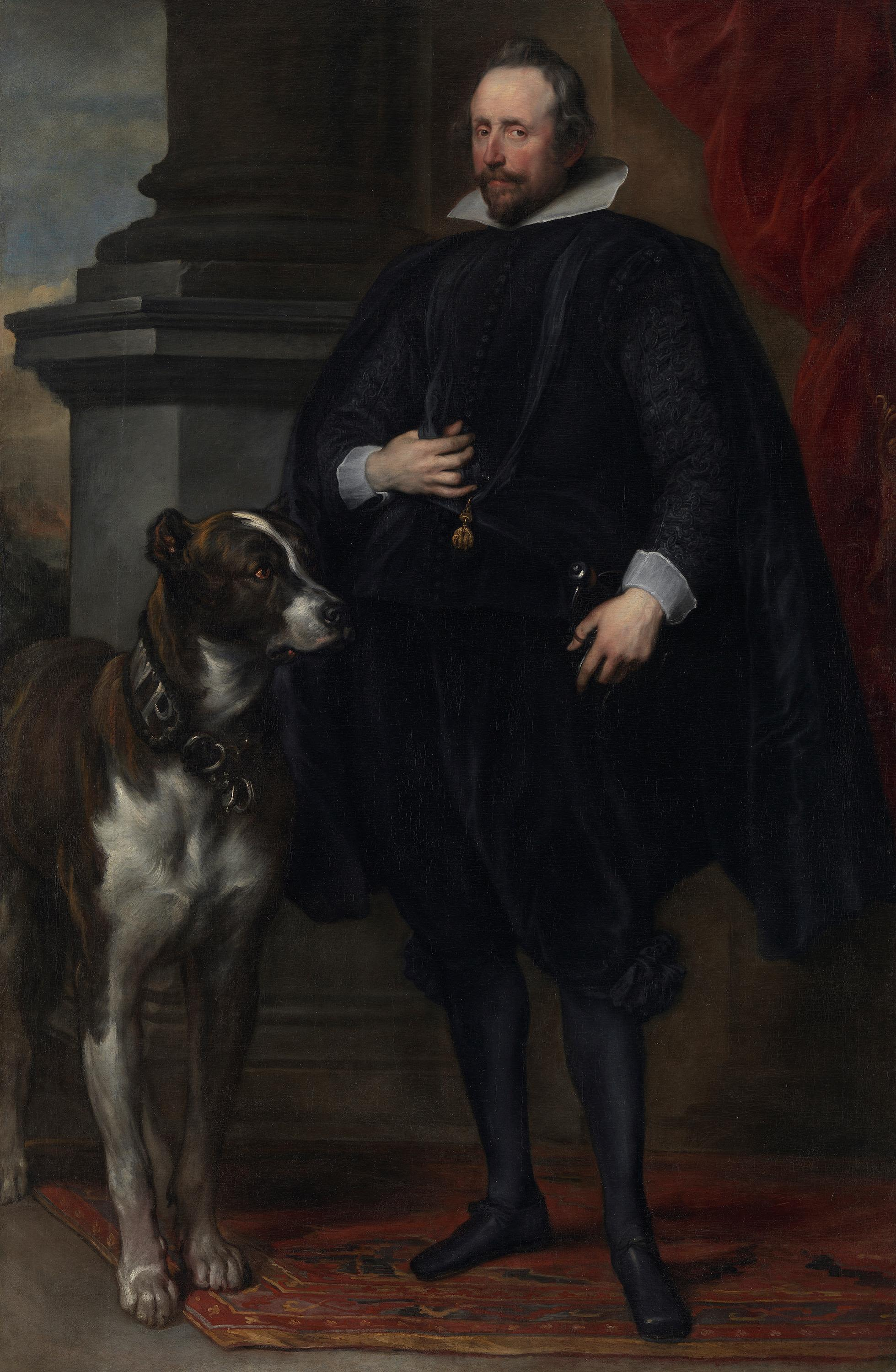
Volfango Guglielmo in un dipinto di Antoon van Dyck.

## Discendenza
Wolfgang Guglielmo si sposò tre volte.
Nel 1613 con Maddalena di Baviera, dalla quale ebbe:
- Filippo Guglielmo, suo successore.

Nel 1631 con Caterina Carlotta del Palatinato-Zweibrücken, dalla quale ebbe:
- Ferdinando Filippo (7 maggio - 21 settembre 1633);
- Eleonora Francesca (9 aprile - 23 novembre 1634)

Nel 1651 con la contessa Maria Francesca di Fürstenberg-Heiligenberg, dalla quale non ebbe eredi.

## Ascendenza
|                                           |                       |                                    | Genitori                          |  |  | Nonni |  |  | Bisnonni                            |  |  | Trisnonni                             |  |
|                                           |                       |                                    |                                   |  |  |       |  |  | Luigi II del Palatinato-Zweibrücken |  |  | Alessandro del Palatinato-Zweibrücken |  |
|                                           |                       |                                    |                                   |  |  |       |  |  | Luigi II del Palatinato-Zweibrücken |  |  | Alessandro del Palatinato-Zweibrücken |  |
|                                           |                       | Margherita di Hohenlohe-Neuenstein |                                   |  |  |       |  |  | Luigi II del Palatinato-Zweibrücken |  |  |                                       |  |
| Volfango del Palatinato-Zweibrücken       |                       |                                    |                                   |  |  |       |  |  | Luigi II del Palatinato-Zweibrücken |  |  |                                       |  |
|                                           |                       | Elisabetta d'Assia                 | Guglielmo I d'Assia               |  |  |       |  |  |                                     |  |  |                                       |  |
|                                           |                       | Elisabetta d'Assia                 | Guglielmo I d'Assia               |  |  |       |  |  |                                     |  |  |                                       |  |
|                                           |                       | Elisabetta d'Assia                 | Anna di Braunschweig-Wolfenbüttel |  |  |       |  |  |                                     |  |  |                                       |  |
| Filippo Luigi del Palatinato-Neuburg      |                       | Elisabetta d'Assia                 |                                   |  |  |       |  |  |                                     |  |  |                                       |  |
|                                           |                       | Filippo I d'Assia                  | Guglielmo II d'Assia              |  |  |       |  |  |                                     |  |  |                                       |  |
|                                           |                       | Filippo I d'Assia                  | Guglielmo II d'Assia              |  |  |       |  |  |                                     |  |  |                                       |  |
|                                           |                       | Filippo I d'Assia                  | Anna di Meclemburgo-Schwerin      |  |  |       |  |  |                                     |  |  |                                       |  |
| Anna d'Assia                              |                       | Filippo I d'Assia                  |                                   |  |  |       |  |  |                                     |  |  |                                       |  |
|                                           |                       | Cristina di Sassonia               | Ernesto di Sassonia               |  |  |       |  |  |                                     |  |  |                                       |  |
|                                           |                       | Cristina di Sassonia               | Ernesto di Sassonia               |  |  |       |  |  |                                     |  |  |                                       |  |
|                                           |                       | Cristina di Sassonia               | Elisabetta di Baviera             |  |  |       |  |  |                                     |  |  |                                       |  |
| Volfango Guglielmo del Palatinato-Neuburg |                       | Cristina di Sassonia               |                                   |  |  |       |  |  |                                     |  |  |                                       |  |
|                                           | Giovanni III di Kleve | Giovanni II di Kleve               |                                   |  |  |       |  |  |                                     |  |  |                                       |  |
|                                           | Giovanni III di Kleve | Giovanni II di Kleve               |                                   |  |  |       |  |  |                                     |  |  |                                       |  |
|                                           | Giovanni III di Kleve | Matilde d'Assia                    |                                   |  |  |       |  |  |                                     |  |  |                                       |  |
| Guglielmo di Jülich-Kleve-Berg            | Giovanni III di Kleve |                                    |                                   |  |  |       |  |  |                                     |  |  |                                       |  |
|                                           |                       | Maria di Jülich-Berg               | Guglielmo di Jülich-Berg          |  |  |       |  |  |                                     |  |  |                                       |  |
|                                           |                       | Maria di Jülich-Berg               | Guglielmo di Jülich-Berg          |  |  |       |  |  |                                     |  |  |                                       |  |
|                                           |                       | Maria di Jülich-Berg               | Sibilla di Hohenzollern           |  |  |       |  |  |                                     |  |  |                                       |  |
| Anna di Jülich-Kleve-Berg                 |                       | Maria di Jülich-Berg               |                                   |  |  |       |  |  |                                     |  |  |                                       |  |
|                                           |                       | Ferdinando I d'Asburgo             | Filippo I d'Asburgo               |  |  |       |  |  |                                     |  |  |                                       |  |
|                                           |                       | Ferdinando I d'Asburgo             | Filippo I d'Asburgo               |  |  |       |  |  |                                     |  |  |                                       |  |
|                                           |                       | Ferdinando I d'Asburgo             | Giovanna di Castiglia             |  |  |       |  |  |                                     |  |  |                                       |  |
| Maria d'Austria                           |                       | Ferdinando I d'Asburgo             |                                   |  |  |       |  |  |                                     |  |  |                                       |  |
|                                           |                       | Anna Jagellone                     | Ladislao II d'Ungheria            |  |  |       |  |  |                                     |  |  |                                       |  |
|                                           |                       | Anna Jagellone                     | Ladislao II d'Ungheria            |  |  |       |  |  |                                     |  |  |                                       |  |
|                                           |                       | Anna Jagellone                     | Elisabetta d'Asburgo              |  |  |       |  |  |                                     |  |  |                                       |  |
|                                           |                       | Anna Jagellone                     |                                   |  |  |       |  |  |                                     |  |  |                                       |  |